# InterNetNews
InterNetNews (INN) es un servidor de noticias de Usenet. Liberado por Rich Salz en 1991 y presentado en verano de 1992 en la conferencia USENIX en San Antonio (Texas). INN fue el primer servidor de noticias integrado con funcionalidades NNTP.